# Сміян Максим Олександрович
Максим Олександрович Сміян (нар. 11 квітня 2002) — український професійний футболіст, атакувальний півзахисник клубу української прем'єр-ліги «Верес» із Рівного.

## Кар'єра
Сміян є вихованцем академій ДЮСШ № 15 Києва та « Зорі» Луганська. Спочатку виступав за луганську «Зорю» в українській Прем'єр-лізі резерву. У жовтні 2021 року був підвищений до основного складу, але в сезоні 2021/22 в офіційних іграх за команду так і не зіграв. Дебютував за луганську «Зорю» лише 11 серпня 2022 року, вийшовши на заміну в програному матчі проти румунського клубу «Університатя Крайова» в третьому кваліфікаційному раунді Ліги конференцій Європи УЄФА 2022—2023. У рамках УПЛ першу гру зіграв 23 серпня того ж току в домашньому поєдинку проти полтавської «Ворскли» (3:1).
У січні 2024 року підписав дворічний контракт із рівненським «Вересом», за який у другій половині чемпіонату провів сім матчів.